# Gare de Aïn Torki
La gare de Aïn Torki est une gare ferroviaire algérienne, située sur le territoire de la commune de Aïn Torki, dans la wilaya de Aïn Defla.

## Situation ferroviaire
La gare se situe sur la ligne d'Alger à Oran, où elle est précédée de la gare de Hoceinia et suivie de celle de Khemis Miliana.

## Service des voyageurs

### Desserte
La gare de Aïn Torki est desservie par les trains régionaux de la liaison Alger - Chlef.